# Puberteitsremmers
Puberteitsremmers (ook wel puberteitsblokkers of hormoonblokkers genoemd) zijn biochemische middelen die worden gebruikt om de puberteit bij kinderen uit te stellen. De meest gebruikte puberteitblokkers zijn Gonadotropine-vrijzettend hormoon (GnRH)-agonisten, die de productie van geslachtshormonen onderdrukken, waaronder testosteron en oestrogeen.
Vaak wordt de merknaam van een remmer gebruikt, bijvoorbeeld Decapeptyl is een puberteitsremmer die in België wordt voorgeschreven. In het Verenigd Koninkrijk en de Verenigde Staten schrijft men vaak Lupron voor.

## Gebruik

### Vroegtijdige puberteit
Puberteitsremmers worden gebruikt bij voortijdige puberteit.

### Genderbevestigende zorg
Naast hun gebruik bij de behandeling van vroegrijpe puberteit, waarbij de puberteit op ongewoon jonge leeftijd (en soms dwerggroei) bij kinderen optreedt, worden puberteitsblokkers ook gebruikt bij genderbevestigende zorg voor transgender kinderen om de ontwikkeling te vertragen van ongewenste geslachtskenmerken.
De kerngedachte bij het gebruik van puberteitsremmers was als 'pauzeknop', om transgenderjongeren meer tijd te geven om hun genderidentiteit te verkennen. In recentere jaren (2020-2023) is men tot andere inzichten gekomen. Gebruik van de hormonenremmers is een actieve stap in het gendertraject, die heel weloverwogen genomen dient te worden. In Finland, Zweden en Noorwegen worden ze slechts nog in onderzoeksverband voorgeschreven.

## Bijwerkingen
De meest onderzochte bijwerking van puberteitsremmers is botontkalking. Onderzoek naar langetermijneffecten op welzijn, hersenontwikkeling, cognitief functioneren, vruchtbaarheid, orgasme en seksueel functioneren is beperkt.
Door puberteitsremming kan een transvrouw minder penisweefsel hebben dan een cisgender man. Hierdoor is een vaginaplastiek aan de hand van penisinversie vaak lastig uit te voeren. Als alternatief gebruikt men dan weefsel van de darm of buikvlies gebruiken. Bij de eerstgenoemde alternatieve ingreep is er een grotere kans op complicaties tijdens en na de operatie in vergelijking met standaard penisinversie.